# Palicourea lasiorrhachis
Palicourea lasiorrhachis är en måreväxtart som beskrevs av Oerst.. Palicourea lasiorrhachis ingår i släktet Palicourea och familjen måreväxter. Inga underarter finns listade i Catalogue of Life.